# Revolution Revolución
Revolution Revolución – pierwszy studyjny album zespołu Ill Niño wydany nakładem wytwórni Roadrunner Records 18 września 2001 roku. Producentami płyty są Ron Saint Germaine (wyprodukował m.in. albumy zespołów: Tool, 311, Creed, Soundgarden i Bad Brains) oraz perkusista grupy, Dave Chavarri. Single promującymi album były „God Save Us” i „What Comes Around", do których powstały również teledyski.
Do czerwca 2005 roku płyta znalazła w USA ponad 320 tys. nabywców.

## Lista utworów
Opracowano na podstawie materiału źródłowego.
1. „God Save Us” (sł. Cristian Machado, muz. Cristian Machado, Dave Chavarri, Marc Rizzo) – 3:39
2. „If You Still Hate Me” (sł. Cristian Machado, muz. Cristian Machado, Dave Chavarri, Marc Rizzo) – 2:55
3. „Unreal” (sł. Cristian Machado, muz. Cristian Machado, Dave Chavarri, Marc Rizzo) – 3:33
4. „Nothing’s Clear” (sł. Cristian Machado, muz. Cristian Machado, Dave Chavarri, Marc Rizzo) – 3:22
5. „What Comes Around” (sł. Cristian Machado, muz. Cristian Machado, Dave Chavarri, Marc Rizzo) – 3:46
6. „Liar” (sł. Cristian Machado, muz. Cristian Machado, Dave Chavarri, Marc Rizzo) – 3:31
7. „Rumba” (sł. Cristian Machado, muz. Cristian Machado, Dave Chavarri, Marc Rizzo) – 3:35
8. „Predisposed” (sł. Cristian Machado, muz. Cristian Machado, Dave Chavarri, Marc Rizzo) – 4:13
9. „I Am Loco” (sł. Cristian Machado, muz. Cristian Machado, Dave Chavarri, Marc Rizzo) – 3:30
10. „No Murder” (sł. Cristian Machado, muz. Cristian Machado, Dave Chavarri, Marc Rizzo) – 3:21
11. „Rip Out Your Eyes” (sł. Cristian Machado, muz. Cristian Machado, Dave Chavarri, Marc Rizzo) – 2:49
12. „Revolution/Revolución” (sł. Cristian Machado, muz. Cristian Machado, Dave Chavarri, Marc Rizzo) – 3:30
13. „With You” (sł. Cristian Machado, muz. Cristian Machado, Dave Chavarri, Marc Rizzo) – 3:57

| Utwory bonusowe |
| --- |
| 1. „Fallen” 2. „Eye for an Eye” (live, cover Soulfly) 3. „God Save Us” (live) 4. „What Comes Around” (wersja hiszpańska) 5. „Unreal” (wersja hiszpańska) 6. „What Comes Around” (Day of the Dead Mix) 7. „What Comes Around” (wideo) 8. „Unreal” (wideo) |

## Twórcy
Opracowano na podstawie materiału źródłowego.
| - Cristian Machado – śpiew - Marc Rizzo – gitara, gitara akustyczna - Jardel Paisante – gitara - Lazaro Pina – gitara basowa - Dave Chavarri – perkusja, inżynieria dźwięku, produkcja muzyczna - Roger Vasquez – instrumenty perkusyjne |  | - George Marino – mastering - Eddie Wohl – miksowanie - Rob Caggiano – miksowanie - Steve Regina – miksowanie - Carl Nappa – edycja cyfrowa - Laz Pina – inżynieria dźwięku |